# Demokratiska partiet (Sydkorea, 2008)
Demokratiska partiet (koreanska: 民主黨, 민주당, Minju-dang) var dels två tidigare liberala centerpartier i Sydkorea, och dels, sedan 2008, ett mittenparti som består av bland annat politiker från det tidigare demokratiska partiet och från Yeollin Uri-partiet, som upphörde i och med att det nya demokratiska partiet bildades.
Det första demokratiska partiet bildades 1991, och följdes av ett nytt 1995, i och med att Kim Dae-jung åter gav sig in i politiken. Det andra demokratiska partiet i ordningen hette mellan 2000 och 2005 Saecheonnyeon Minju-dang ("Demokratiska millenniepartiet"). Förre presidenten Roh Moo-hyun kandiderade för det demokratiska partiet 2002, men bildade tillsammans med supportrar Yeollin Uri efter valsegern, då många i det demokratiska partiet var skeptiska till den nya regeringen.
2008 ombildades Yeollin Uri till Nya förenade demokratiska partiet, slog sig åter ihop med Demokratiska partiet, och tog till sist tillbaka det ursprungliga namnet: Demokratiska partiet. Partiet är i dag det största koreanska oppositionspartiet, med 84 mandat i parlamentet efter valet 2008. Partiordförande är Chung Se-gyun.
Den 15 december 2011 upplöstes partiet och uppgick i Förenade demokratiska partiet.